# AFL Division 1 2019
Die Austrian Football League Division 1 2019 war die 34. Spielzeit der zweithöchsten österreichischen Spielklasse der Männer im American Football. Sie begann am 23. März 2019 und endete am 27. Juli 2019 mit der Silver Bowl XXII in der NV Arena in St. Pölten. Meister wurden die Hohenems Blue Devils durch ein 17:10 gegen die Bratislava Monarchs.

## Modus
Der Modus blieb im Vergleich zum Vorjahr gleich, jedes Team tritt gegen die vier Teams aus der eigenen Conference in einem Heim- und einem Auswärtsspiel an. Die Bratislava Monarchs mussten als letztplatzierte der Austrian Football League 2018 dieses Jahr wieder in der Division I antreten während die Amstetten Thunder als Sieger der letzten Silver Bowl aufsteigen durften und somit die Liga verließen. Nachdem die Maribor Generals in der letzten Austragung der Division I kein Spiel gewinnen konnten und somit den letzten Platz belegten wurden sie durch den Sieger der Division II ersetzt, den Telfs Patriots.
In den Playoffs spielen jeweils der Gruppenerste mit Heimrecht gegen den Zweiten der jeweils anderen Gruppe. Dessen Sieger spielten in der Silver Bowl XXII um den Aufstieg in die AFL.

## Teams
Conference A:
- Vienna Knights (Wien)
- Styrian Bears (Graz)
- Dacia Vikings 2 (Wien)
- Generali Invaders (St. Pölten)
- Bratislava Monarchs (Bratislava, Slowakei)

Conference B:
- Salzburg Bulls (Salzburg)
- Cineplexx Blue Devils (Hohenems)
- Carinthian Lions (Klagenfurt)
- Swarco Raiders Tirol 2 (Innsbruck)
- Telfs Patriots (Telfs)

## Grunddurchgang

### Spiele
| Conference A        | VKN   | BEA   | VI2   | INV   | MON   |
| ------------------- | ----- | ----- | ----- | ----- | ----- |
| Vienna Knights      |       | 16:6  | 35:0  | 23:14 | 30:27 |
| Styrian Bears       | 41:13 |       | 35:10 | 21:12 | 22:50 |
| Vienna Vikings 2    | 12:14 | 13:17 |       | 25:16 | 9:27  |
| Generali Invaders   | 6:21  | 6:21  | 13:20 |       | 13:31 |
| Bratislava Monarchs | 39:21 | 42:7  | 61:16 | 54:0  |       |

| Conference B          | BUL   | BLD   | LIO   | RA2   | PAT   |
| --------------------- | ----- | ----- | ----- | ----- | ----- |
| Salzburg Bulls        |       | 7:16  | 28:0  | 69:28 | 20:14 |
| Cineplexx Blue Devils | 39:19 |       | 55:6  | 28:14 | 18:42 |
| Carinthian Lions      | 7:25  | 0:25  |       | 21:14 | 6:34  |
| Swarco Raiders 2      | 41:35 | 47:22 | 26:28 |       | 42:41 |
| Telfs Patriots        | 28:7  | 20:21 | 41:13 | 54:22 |       |

### Tabelle
| Conference A |                        |    |   |   |   |       |      |      |      |
|              | Team                   | Sp | S | U | N | Pct   | P35+ | P35− | Diff |
| 1            | Bratislava Monarchs    | 8  | 7 | 0 | 1 | 0,875 | 302  | 118  | +184 |
| 2            | Vienna Knights         | 8  | 6 | 0 | 2 | 0,750 | 173  | 145  | 0+28 |
| 3            | Styrian Bears          | 8  | 5 | 0 | 3 | 0,625 | 170  | 162  | 0+8  |
| 4            | Vienna Vikings 2       | 8  | 2 | 0 | 6 | 0,250 | 105  | 208  | −103 |
| 5            | Generali Invaders      | 8  | 0 | 0 | 8 | 0,000 | 101  | 209  | −108 |
| Conference B |                        |    |   |   |   |       |      |      |      |
|              | Team                   | Sp | S | U | N | Pct   | P35+ | P35− | Diff |
| 1            | Cineplexx Blue Devils  | 8  | 6 | 0 | 2 | 0,750 | 210  | 155  | 0+55 |
| 2            | Telfs Patriots         | 8  | 5 | 0 | 3 | 0,625 | 274  | 149  | +125 |
| 3            | Salzburg Bulls         | 8  | 4 | 0 | 4 | 0,500 | 204  | 173  | 0+31 |
| 4            | Swarco Raiders Tirol 2 | 8  | 3 | 0 | 5 | 0,375 | 234  | 292  | 0-58 |
| 5            | Carinthian Lions       | 8  | 2 | 0 | 6 | 0,250 | 81   | 234  | −153 |

Legende: Sp = Spiele, S = Siege, U = Unentschieden, N = Niederlagen, Pct = Winning Percentage,

P35+= erzielte Punkte (max. 35 mehr als gegnerische), P35− = zugelassene Punkte (max. 35 mehr als eigene), Diff = Differenz

Bei gleicher Pct zweier Teams zählt der direkte Vergleich

 Playoffs mit Heimrecht,
 Playoffs,
 Relegation

## Relegation
| Datum    | Kickoff | Heim             | Ergebnis | Auswärts          | Stadion                    |
| -------- | ------- | ---------------- | -------- | ----------------- | -------------------------- |
| 13. Juli | 15:00   | Carinthian Lions | 22:21    | Generali Invaders | ASV Sportplatz, Klagenfurt |

Das Duell der beiden Gruppenletzten konnten die Carinthian Lions knapp gewinnen. Damit steigen die Invaders in die Division II ab.

## Play-offs
|  | Playoffs: Semi-Finals | Playoffs: Semi-Finals | Playoffs: Semi-Finals |  |  | Silver Bowl XXII | Silver Bowl XXII      | Silver Bowl XXII |
|  |                       |                       |                       |  |  |                  |                       |                  |
|  |                       |                       |                       |  |  |                  |                       |                  |
|  | A1                    | Bratislava Monarchs   | 54                    |  |  |                  |                       |                  |
|  | B2                    | Telfs Patriots        | 20                    |  |  |                  |                       |                  |
|  |                       |                       |                       |  |  | A1               | Bratislava Monarchs   | 10               |
|  |                       |                       |                       |  |  | B1               | Cineplexx Blue Devils | 17               |
|  | B1                    | Cineplexx Blue Devils | 28                    |  |  |                  |                       |                  |
|  | A2                    | Vienna Knights        | 27                    |  |  |                  |                       |                  |
|  |                       |                       |                       |  |  |                  |                       |                  |

### Silver Bowl
Den Silver Bowl XXII konnten die Cineplexx Blue Devils in der Overtime gewinnen und stiegen damit in die Austrian Football League auf.
|                                           |                                    |  | Silver Bowl XXII    |                           |                       |  |                           |
|                                           | St. Pölten 27. Juli 2019 15:00 Uhr |  | Bratislava Monarchs | \| \| 10 : 17 \| \| \| \| | Cineplexx Blue Devils |  | NV Arena Zuschauer: 2.000 |
| (3:0, 0:7, 0:0, 7:3) OT: 0:7 Spielbericht | St. Pölten 27. Juli 2019 15:00 Uhr |  | Bratislava Monarchs |                           | Cineplexx Blue Devils |  | NV Arena Zuschauer: 2.000 |
|                                           | 10 : 17                            |  |                     |                           |                       |  |                           |
|                                           |                                    |  |                     |                           |                       |  |                           |